# Đảng Cộng sản Philippines
Đảng Cộng sản Philippines (tiếng Filipino: Partido Komunista ng Pilipinas) là một tổ chức cách mạng cực tả và là một đảng cộng sản theo Chủ nghĩa Marx–Lenin–Mao ở Philippines. Tổ chức này do Jose Maria Sison thành lập vào ngày 26 tháng 12 năm 1968. Đảng này bị Bộ Ngoại giao Hoa Kỳ coi là nhóm khủng bố, cùng với Sison và tổ chức vũ trang New People's Army (NPA) của đảng vào năm 2002. Liên minh châu Âu đã gia hạn chỉ định khủng bố đối với tổ chức này vào năm 2019, mặc dù phán quyết năm 2009 của tòa án cao thứ hai EU đã chấm dứt việc coi Sison là "người ủng hộ khủng bố" và đảo ngược quyết định phong tỏa tài sản của các chính phủ thành viên. Theo The World Factbook của Cơ quan Tình báo Trung ương Hoa Kỳ (CIA), CPP và NPA được thành lập nhằm mục đích gây bất ổn cho nền kinh tế Philippines và lật đổ chính phủ quốc gia.
Tổng thống Philippines và học trò cũ của Sison, Rodrigo Duterte, tuyên bố nhóm này là một tổ chức khủng bố vào năm 2017, mặc dù CPP-NPA vẫn chưa được tòa án Philippines công nhận pháp lý là một nhóm khủng bố.
CPP đã tiến hành chiến tranh du kích chống lại nhà nước kể từ khi thành lập. Mặc dù ban đầu chỉ có khoảng 500 thành viên, đảng đã phát triển nhanh chóng, được cho là do cựu tổng thống và nhà độc tài Ferdinand Marcos tuyên bố và áp đặt thiết quân luật trong suốt 21 năm cầm quyền của ông. Vào cuối thời nhiệm kỳ Marcos, quân số đã tăng lên tới hơn 10.000 binh sĩ. Trong bài phát biểu trước Quốc hội Hoa Kỳ năm 1986, Tổng thống Corazon Aquino thừa nhận sự phát triển nhanh chóng của đảng là do những nỗ lực của Marcos nhằm ngăn chặn nó bằng "các phương tiện giúp nó phát triển" thông qua việc thiết lập thiết quân luật, cho rằng các chính phủ khác coi đó là một bài học khi đối phó với các cuộc nổi dậy của cộng sản.
Năm 2019, Sison tuyên bố rằng số lượng thành viên và những người ủng hộ tổ chức này đang tăng lên, bất chấp tuyên bố của chính phủ Philippines rằng tổ chức này sắp bị tiêu diệt. Tổ chức này vẫn hoạt động ngầm, với mục tiêu chính là lật đổ Chính phủ Philippines thông qua cách mạng vũ trang và xóa bỏ ảnh hưởng của Mỹ đối với Philippines. Đảng này bao gồm Mặt trận Dân chủ Quốc gia, tổ chức thanh niên của đảng; và New People's Army, đóng vai trò là tổ chức vũ trang của nó.
Hiện tại, CPP là tổ chức theo Chủ nghĩa Marx–Lenin–Mao lớn nhất trên thế giới, có khoảng 150.000 thành viên, theo tuyên bố của các cán bộ và quan chức của đảng này.